# ボールドウィンA形台車
ボールドウィンA形台車（ボールドウィンAがただいしゃ）はアメリカのボールドウィン・ロコモティブ・ワークス(Baldwin Locomotive Works:BLW)社が開発した鉄道車両用台車の一形式である。
本項目では改良発展型であるボールドウィンAA形台車および下位モデルであるボールドウィンK形台車、それに日本の日本車輌製造・汽車製造などが製造した同系台車についても取り扱う。

## 概説
アメリカの主要車両製造事業者協会(Master Car-Builders Association)が制定したMCB規格に準拠する、高速都市間電車（インターアーバン）向け釣り合い梁（イコライザー）式台車（MCB台車）の一種として、またBLW社によるインターアーバン・路面電車市場への進出第1作として1900年代中頃に設計された。
原型となったのはBLW社の本業というべき蒸気機関車用として設計された2軸先台車であり、軸箱の位置などの相違点は見られるものの、破損時の交換が容易な部材構成や線路に対する追従性に優れた機構設計などにその影響が色濃く現れている。
なお、本形式は型番としては一般にBW 78-25Aなどと表記されるが、これは順にメーカー名の頭字語、ホイールベース（軸距:インチ）、心皿荷重上限（×1,000ポンド）、台車形式を示す。

### 構造

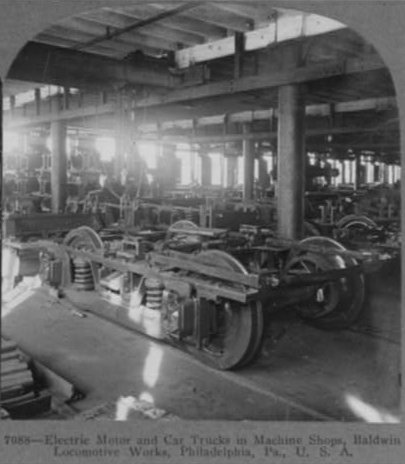
BLW社工場で製造中の台車(1905年)

形鋼や帯鋼などの一般的な鋼材を曲げ加工してリベットやボルトで組み立てた台車枠を中心に、左右それぞれ2枚ずつの鍛造釣り合い梁を各軸箱間に渡して取り付けてある。
これらの釣り合い梁は2枚で1組を構成し、その間に釣り合いばねからの荷重を受け止める天秤式のばね座を前後の軸箱近くに各1組ずつピンで挟み込む形で結合してある。台車枠からの荷重は複列のコイルばね経由でこれらのばね座に伝えられ、更にはばね座の可動ピンから釣り合い梁を経て軸箱に伝えられる、典型的な釣り合い梁式台車である。
本形式は釣り合いばねを複列化することで各コイルばねのばね定数を引き下げ、乗り心地を良好なものとしており、このばね座との位置関係から三日月形の優美な釣り合い梁を備えているのが外観上の一大特徴である。
また、枕ばねは複列の重ね板ばねを使用し、台車枠から吊り下げられた揺れ枕で心皿荷重を受け止める構造（スイングボルスター方式）となっているが、これはMCB規格での推奨条件に従って設計されたものであった。
更に、軸箱守は丈夫で変形時の修理の容易な可鍛鋳鉄（Malleable cast iron、マリアブル）を使用しており、長期使用や悪路での使用による摩耗や破損に十分配慮した設計である。
これは総じて簡潔かつ合理的な設計の台車であり、条件の良否によらず軌道に良く追従し、しかも構成部材の大半が市場での入手の容易な形鋼材で構成されており、大がかりな鋳造・鍛造設備を要しないという特徴を備える。
それゆえ、工業力が著しく貧弱であった戦前の日本においては、特に小規模な整備工場でも破損時などの修理を容易かつ迅速に行えることから、工場設備の貧弱な地方私鉄各社で強く称揚・支持された。
もっとも、製造や保守の技術的なハードルが低いという美点の一方で、本形式およびその基本構造をそのまま踏襲した模倣品の多くには、部品点数が多くかつ相互間の結合の多くをボルト・ナットに依存するため長期使用で弛みが発生しやすく、常に監視と締め直しによる強度維持を図る必要がある、というデメリットが存在する。この問題については、住友金属工業や川崎車両が行ったように台車枠の各部を大型の鋳鋼製一体成形品で置き換える、あるいは台車枠全体を一体鋳鋼製とする、といった方策を採ることで解決を図る例がアメリカ・日本で1930年代以降多数出現した。
なお、BLW社は台車の軸受にSymington社製品を標準採用しており、本形式をはじめとするインターアーバン向け台車もその例外ではなかった。

### 仕様
- 形式 - 2軸台車
- 車体支持機構 - 揺れ枕吊り式・3点支持
- 枕ばね - 重ね板ばね
- 台車枠 - 形鋼リベット組立
- 軸ばね - コイルばね
- 軸箱支持装置 - 釣り合い梁式
- 軸距 - 1,905mm（75インチ） - 2,184mm（86インチ）
- 車輪径 -

## 派生・模倣形式
ブリル (J.G.Brill) 社のBrill 27MCB系と双璧をなす、1910年代から1920年代にかけてのアメリカ・インターアーバン全盛期に製造された高速台車の代表作であり、また上述の通り製造が容易であったことから、日本では大小を問わず当時存在したほとんどのメーカーによって模倣品が製造された。また、以下に記す南海鉄道のようにその模倣品を採寸して同等品すなわち孫コピー品を自社の直営整備工場で製造した例も存在した。
以下に代表的なものを記す。

### ボールドウィン
- AA形：A形を改良し、各部の強化や設計変更で心皿荷重上限を引き上げたもの。A形後期と同様、荷重上限の拡大に対応し釣り合いばねも複列式の天秤支持を止め、2枚の釣り合い梁を跨ぐようにしてばね座を渡し、単純な太い単列ばねで支持する方式に変更している。また、これに対応してDepressed形と呼ばれる角張った形状の釣り合い梁が標準採用されており、初期のA形と比較して明らかに大荷重対応設計となっていることが見て取れる。A形系列の完成形であり、後には心皿荷重上限にかかわりなくA形を代替する形で製造された。もっとも、BLW社製純正品は第一次世界大戦後、つまり日本における民間工業の発達期以降の導入となったためもあって愛知電気鉄道デハ3600形用に84-30-AAが少数輸入されたのみで、これに代えて日本車輛製造D形台車などのデッドコピー品が日本で大量に製造された。
- K形：A形の簡略化版で、各部材を細く設計して心皿荷重上限を18,000ポンドとしたもの。日本には大阪電気軌道向け[10]として少数が輸入されたに留まる。外観上は側枠の下辺が釣り合い梁中央部付近の上側に露出している点でA形やAA形と異なり、華奢な印象を与える造作であった。

### 汽車製造
汽車製造（汽車会社）はボールドウィンA形台車の模倣品を製造した日本の鉄道車両製造メーカーとしては最も早い時期に手がけた一社である。特に新京阪鉄道に阪和電気鉄道、といった京阪系の新規開業都市間高速電鉄向けとして、当時としては大形の高速台車を初期に独占納入したことで知られている。なお、汽車製造では初期には自社製台車にメーカー固有形式を与えていなかったが、後期には3Hなどのように枕ばねに用いられる重ね板ばねの列数と心皿荷重の大小（大：H、小：L）を組み合わせた固有形式を与えるようになっている。
- A・B形：新京阪鉄道P-6形用として設計されたもの。これもAA形の模倣品の一つであるが、当時最大級の200馬力モーターを裝架し、なおかつ高速運転に対応するため、横梁などの構造部材の強化が図られていた。
- KS-20：A・B形の改良発展型に当たる狭軌向け台車。同社の米田技師[11]の手によって阪和電気鉄道モタ300・クテ700・クタ750・モヨ100・クヨ500形の各形式向けとして特に高速走行性能に配慮して設計されたとされる。阪和電気鉄道の全通までに製造された同社の旅客用車両全車にKS-20が納入されたほか、ライバルである南海鉄道電9系に日本車輌製造製同等品(D20)が採用された。阪和電気鉄道としての後半から南海鉄道への合併を経て、国家買収に至るまでの間に製造された、いわゆる阪和形の各旅客車両には、日本車輛製造(D-20・N-20)、日立製作所(H-20)、それに帝國車輛工業(T-20)の各社で製造された同等品が装着された。これらはいずれも阪和電気鉄道時代から南海鉄道時代にかけて与えられた社内型番が示すように、心皿荷重上限は当時の日本の電車用台車としては最大級の20tである。なお、これらは、第二次世界大戦後になってDT28という国鉄としての制式形式称号を与えられている。
- L-15・17：阪急920系電車用。軽量化のために基本設計は共通ながら電動車用(L-17)と制御車用(L-15)で心皿荷重上限の異なる台車が設計された。
- K-16：南海鉄道モハ1201形用。AA形のデッドコピー品の一つ。心皿荷重上限16t。

### 日本車輌製造
日本車輌製造はボールドウィンA形の設計を基本とする釣り合い梁式台車をD形台車として自社製電車に標準採用し、最も大量に日本の私鉄電車市場に供給した実績を持つ。なお、日本車輌製造社内での呼称はD形で統一されていたが、納入先では京阪の様にNS 84-35などとBLW社と同様の命名ルールに従って呼称していたケースが存在した。
- D形：A形後期とAA形のデッドコピー品。いずれもDepressed形釣り合い梁を備え、1920年代後半から1940年代まで日本車輌製造の私鉄向け電車用標準台車シリーズとして大量に製造・供給[12]され、住友金属工業のKS-33系と共に日本の私鉄向け電車用台車のデファクトスタンダードの一つとなった。当初は日本車輌製造製電車に装着されていたBLW社製純正品をそのまま置き換える形で採用されてスタートし、以後も同社製車両とセットで採用が継続した例が多い。
シリーズは心皿荷重上限により、D12（京阪など）・D14（名鉄・京王など）・D16（名鉄・南海など）・D18（京阪・名鉄など）・D20（阪和・南海の2社のみ。汽車製造KS-20の同等品）と基本的には2t刻み[13]で区分され、軸距は型番に含まれないが、主電動機装架の都合もあってそのほとんどは軸距2,000mmから2,500mmの範囲[14]で設計製造されている。
なお、このD形では例外的な設計の特注品として軸距2,700mm、心皿荷重上限22tと破格のスペックが与えられた、参宮急行電鉄デ2227形用D22が存在した[15]。どの製品もリベット、ボルト組立の基本は踏襲されているが、例外として1939年に東武鉄道向けに2両分4台が製作されたD18A-W1は、台車枠部分を全溶接構造とした日本初の溶接台車である。

### 住友製鋼所
住友製鋼所（後の住友金属工業、現・日本製鉄）は日本の鉄道車両用輪軸を事実上独占供給する台車メーカー最大手であり、鋳鋼製造技術に優れ、ボールドウィンA形台車の設計を基本としつつ形鋼組み立ての各部を一体化した鋳鋼製部品で置き換えた台車を多数製造した。大型鋳鋼品の採用には、保守の容易化と、剛性の向上によって乗り心地の改善が得られるメリットがあった。
- KS-30L・31L：ボールドウィンA形を基本に側枠を上下に分割した鋳鋼部品を組立てたものに置き換えたタイプ。京成電気軌道・東武鉄道・小田原急行鉄道などで多用された。基礎ブレーキ装置はKS-30Lが片押し式、31Lが直列配置の両抱き式であった。
- KS-33L・E：KS-30L・31L系の発展型に相当し、基礎ブレーキ装置を並列配置の両抱き式に改めてブレーキ性能の向上を図ったもの。阪神急行電鉄・京阪電気鉄道・参宮急行電鉄・小田原急行鉄道などの各社で多用された。
- KS-66L：台車枠全体を一体鋳鋼製とした日本初の電車用台車。大阪電気軌道奈良線サボ500・クボ500形用として1930年に設計された。
- KS-63L：大阪市電気局の高速電気軌道（地下鉄）100形用として1933年に設計。KS-66Lに続き一体鋳鋼製台車枠を備える。戦後も400形を除く500形までの市営地下鉄各形式に継続採用され、600形にもこれをローラーベアリング化したKS-63Eが採用された。鋲接部分がほとんどなく、長期使用においてもゆるみが発生しないため保守面では極めて有利であった。
- 98A-45NC4-3：南海鉄道モハ2001形の一部に採用。日本車輌製造D-20の同等品。

### 川崎車輌
川崎車輌は、その前身である川崎造船所兵庫工場の時代から、BLW社の原設計に忠実な半月形の釣り合い梁を備える台車を各社に供給していた。その一方で、住友と共に戦前期から鋳鋼製台車枠の製造に取り組むなど、新技術の導入に積極的であったことでも知られている。また、会社としてこれらのボールドウィン系台車に対して原則的に独自の形式呼称を与えていなかったことでも知られており、同社が各私鉄に供給した同系台車はいずれもそれぞれの納入先が独自の基準に従って付した形式名で呼ばれている。
- 川崎3450：目黒蒲田電鉄および東横電鉄モハ510形用として製造されたBW 78-25A相当品。44両分が量産された。なお、形式は東急成立後の社内呼称である。
- K-3：帝都電鉄モハ100形電車用として製造。形式は合併後の京王帝都電鉄で与えられた社内呼称である。ボールドウィンAA形の設計を基本に台車枠本体を一体鋳鋼製品で置き換えたものである。

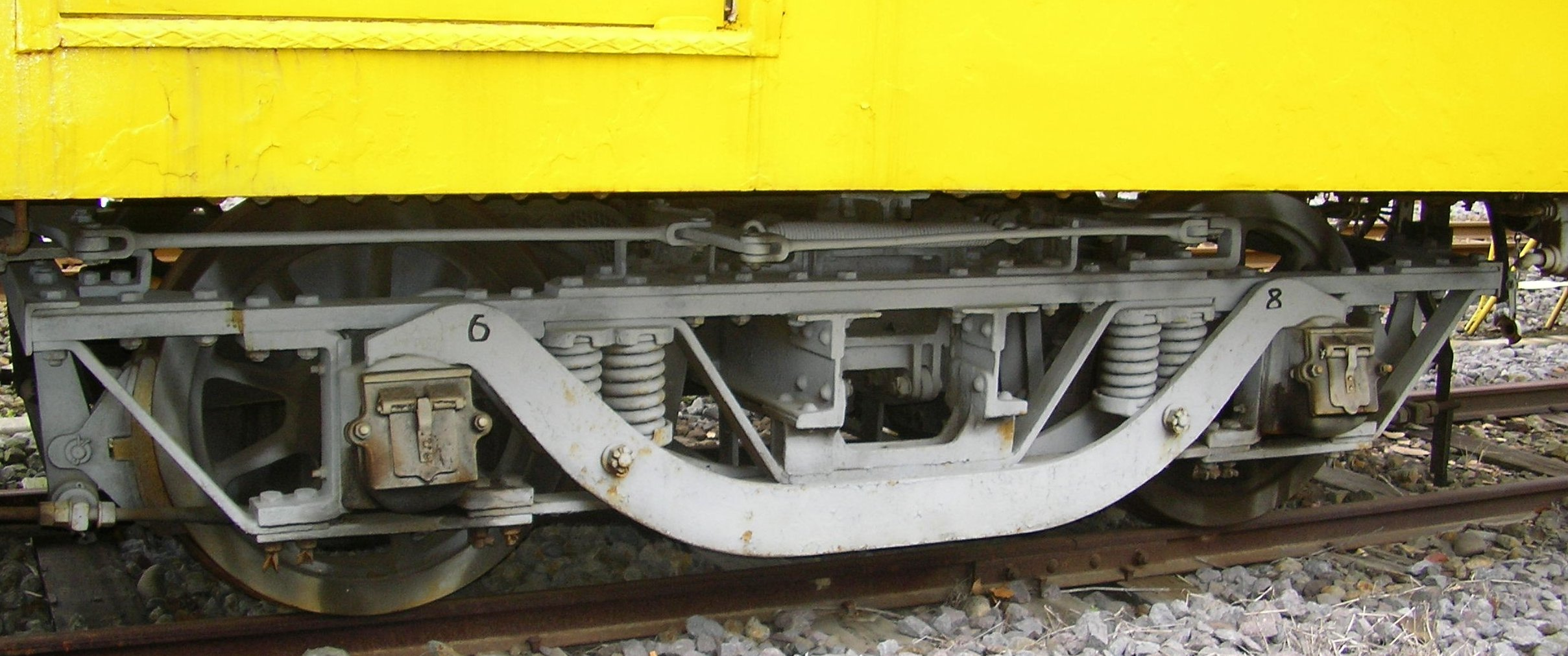
川崎造船所 KO形台車
上毛電鉄デハ104
枕ばねは奥まった位置にあるコイルばねで、外からは見えにくい

- KO形：上毛電気鉄道の新規開業に備えて製造された、デハ100型用として1928年に納入。本形式は例外的に固有の形式名を与えられているが、その名は川崎の社名と、設計者で当時技師長を務めていた岡村馨のそれぞれのイニシャルから採られた[16]。初期のボールドウィンA形台車の設計に忠実に従う半月形の釣り合い梁と複列の釣り合いばねを備えつつ、新造時より枕ばねを重ね板ばねに代えてコイルばねとし[17]、さらに軸受をローラーベアリングとした[18]、当時としては画期的な設計の台車であった。上毛電気鉄道以外への同系台車の納入例としては、1929年3月に竣工した吉野鉄道モハ201形電車201 - 206・サハ301形301 - 314用が存在した。もっとも、こちらは半月形の釣り合い梁を備え、枕ばねをコイルばねとした点や複列釣り合いばねを採用していた点などでは上毛向けと共通していたが軸受は平軸受で、さらに軌道への不適合により比較的短期間の間に通常の重ね板ばねを枕ばねとし、釣り合いばねと釣り合い梁もそれぞれ単列形とDepressed形に改造されている。
- BW-6・6A：山陽電気鉄道270形電車用として製造。形式はボールドウィン系の釣り合い梁式台車の6番目の形式であることを示す山陽での社内呼称である。中でもBW-6Aは本形式を基本とする日本製模倣品としては恐らく最後の新造品と見られ、軸距が2,200mmと大型化されたほか、枕ばねがコイルばね＋オイルダンパ構成となっており、近代化が図られていた。

### 日立製作所
独自路線を重視する日立製作所も、戦前から戦後間もない時期にかけて製造した電車用台車についてはアメリカメーカーのデッドコピー品が大半を占めていた。ボールドウィンA・AA形同等品については、自社工場で製造したデッドコピー品の他、営団地下鉄からの発生品を整備・改修した再生品を供給している。
- MI形：A形のデッドコピー品。第二次世界大戦前に地方私鉄各社へ納入された。
- H-20：汽車製造KS-20の同等品で同社が手がけた南海山手線クタ7000形用として供給された。なお、この形式名は納入先であった南海鉄道での社内呼称である。

### 帝國車輛工業
帝國車輛工業は長らく鉄道省指定の客車製造メーカーであったこともあり、戦前期の地方私鉄向け電車の製造実績はそれほど多くない。中には西武鉄道向けのように製造に慣れた国鉄客車用のTR23に主電動機を装架したものを出荷した例もあった。ただし、下記のように少数ながら本形式に由来する釣り合い梁式台車の製造実績がある。
- T-20：汽車製造KS-20の同等品で南海鉄道山手線向け。H-20と同様、こちらの形式名もメーカー名の頭文字と心皿荷重上限を組み合わせた南海の社内呼称である。

### 木南車輌製造
木南車輌製造は新興の鉄道車両製造メーカーとして車体については個性的な設計で知られているが、台車についてはいずれも他社製品のデッドコピー品となっており、本形式の設計に由来する釣り合い梁式台車も少数ながら製造している。
- KN-16：日本車輛製造D-16の同等品。南海モハ1201形に装着された。ただし、通常は破断事故の発生を防ぐ意味で鍛造部品とされる釣り合い梁が圧延鋼板の切り抜きで作成されるなど、戦時体制下での製造という事情も手伝って品質面では思わしくなかったと伝えられている[20]。これらは戦後モハ1201形の主電動機をMB-146-SFR[21]からMB-280-AFR[22]に換装してモハ1551形へ改造した際に、一旦は主電動機支持架を強化した上で流用されたが、結局強度不足などから新型台車への換装を余儀なくされた。このため、比較的早期に全数が廃却されている。

### 近畿車輛
近畿車輛は前身の田中車輌時代から電車の製造を手がけていたが、戦後、スイスから技術導入するまでについては台車の製造実績は少ない。このため本形式の設計に由来する釣り合い梁式台車の製造実績は台車の製造が本格化した近畿車輌への改組以降に限られた。しかも同社は早期にシュリーレン式台車を開発してそちらに移行したため、ボールドウィン系台車の製造実績は希少と言って良いレベルに留まっている。
- KT-10：北陸鉄道モハ1820形・モハ5000形用として製造。
- K-63：京福電気鉄道叡山線デオ200形用として1951年に製造。製造当時に京福電気鉄道が建設を計画していた、鴨東線の開業後、京阪三条から京阪線へ乗り入れを実施し、大阪直通を目指していたことから、高速運転に適した釣り合い梁式台車が設計された。
- KD-1；近鉄名古屋線用として製造された、ク6561形向けとして1952年に製造。KDナンバーを持つ近畿車輌製台車としては最初で最後の釣り合い梁式台車である。

### 南海鉄道天下茶屋工場
南海鉄道は、戦前の1920年代から1930年代にかけて自社天下茶屋工場にて電気機関車や軌道線用の路面電車を含め車両製造を積極的に実施しており、その一環として台車製造を実施した。中小私鉄では対応が困難であったブリル社製鍛造台車枠の交換部品を自社で型鍛造にて製造するなど、私鉄直営の車両工場としては高水準の設備と技術力を備えていた。
- N-16：汽車製造K-16・日本車輌製造D-16（D16）を採寸し製造したと伝えられる孫コピー品。モハ1201形の自社製グループに装着された。なお、この台車は木南車輌製造製のKN-16とは異なり、釣り合い梁が鍛造品となっており、戦後も長く使用された。

### 山陽電気鉄道
山陽電気鉄道は車両製造そのものには着手しなかったが、木造電車の広幅車体を唐竹割りにして寸法を詰めたうえで狭幅車体に組み直し改造し、また軸ばね式のボールドウィンL形台車を大改造して本形式に類似の釣り合い梁式台車に改造してしまうなど、戦前には柔軟な発想で大胆な改造工事を実施していたことで知られる。
- BW-1：在来車に装着されていた純正の78-25Aを採寸し1935年に自社工場で5両分が製造されたデッドコピー品。ただし、「BW-1」は山陽社内に存在したBW 78-25A系の各台車に対する総称として与えられた社内呼称であり、自社製台車を識別するための名称ではない。

## 採用された車両
その著名さに反し、日本に輸入されたA形台車の純正品の数はそれほど多くはなく、大型化が進んだ鋼製車の時代にはほとんどの納入先でAA形の日本製模倣品が採用されている。
- 鉄道院ナデ6287・6288 (78-25A)
- 大阪電気軌道デボ1形・デボ19形・デボ61形 (78-25A)
- 阪神電気鉄道321形 (75-25A)
- 阪神急行電鉄75形 (78-25A)
- 京阪電気鉄道初代1000形（300形） (78-25A)
- 大阪鉄道デイ形・デロ形 (84-25A)
- 神戸姫路電気鉄道1形 (78-25A)
- 南海鉄道電6形(78-25A)・電7形 (86-35A)
- 各務原鉄道KB1形 (75-25A)
- 愛知電気鉄道電7形 (84-27A)